# نیروی دموکراتیک نیکاراگوئه
نیروی دموکراتیک نیکاراگوئه (Fuerza Democrática Nicaragüense یا FDN) یکی از اولین گروه‌های کنترا بود که در ۱۱ اوت ۱۹۸۱ در شهر گواتمالا تشکیل شد. این گروه که از ادغام هنگ پانزده سپتامبر که اعضای آن بیشتر از اعضای سابق گارد ملی نیکاراگوئه بودند با اتحادیه دمکراتیک نیکاراگوئه سازمانی از طبقه متوسط و سرمایه داران نیکاراگوئه که پس از انقلاب ۱۹۷۹ نیکاراگوئه مجبور به ترک کشور شده بودند، به‌وجود آمد.